# Han Hye-rin
Han Hye-rin (6 de noviembre de 1988) es una actriz surcoreana. Interpretó el papel principal en el drama My One and only (2011).

## Filmografía

### Cine
| Año  | Título                   | Papel                              |
| ---- | ------------------------ | ---------------------------------- |
| 2012 | Island of the Gods, Jeju | Jacheongbi                         |
| 2012 | Weird Business           | Kim Kwang-ja (segmento "La Bruja") |
| 2014 | Mourning Grave           | Hyun-ji                            |
| 2015 | Shoot Me in the Heart    | Yoon Bo-ra                         |

### Series de televisión
| Año  | Título                                 | Papel            | Red          |
| ---- | -------------------------------------- | ---------------- | ------------ |
| 2007 | Snow in August                         |                  | SBS          |
| 2008 | Lawyers of the Great Republic of Korea | secretaria       | MBC          |
| 2008 | General Hospital 2                     | Jeon Pronto-deok | MBC          |
| 2011 | New Tales of Gisaeng                   | Geum Ra-Ra       | SBS          |
| 2011 | My One and Only                        | Na Mugoonghwa    | KBS1         |
| 2012 | The Sons                               | Lee Shin-young   | MBC          |
| 2013 | La Emperatriz Ki                       | Señora Park      | MBC          |
| 2013 | Wang's Family                          | Baek Ji-hwa      | KBS2         |
| 2015 | My Unfortunate Boyfriend               | Jung Hye-mi      | MBC Dramanet |
| 2016 | Blow Breeze                            | Jang Ha-yeon     | MBC          |
| 2017 | Love Returns                           | Jung In-woo      | KBS1         |